# Eucithara eumerista
Eucithara eumerista é uma espécie de gastrópode do gênero Eucithara, pertencente à família Mangeliidae.